# Potyczka pod Mardakertem (2010)
Potyczka pod Mardakertem – starcie militarne stoczone w dniach 18–19 czerwca 2010 roku pomiędzy żołnierzami ormiańskimi i azerskimi w Górskim Karabachu.

## Geneza
Pod koniec lat 80. XX wieku w obliczu zbliżającego się upadku ZSRR w Karabachu odżyły nadzieje na zjednoczenie z resztą Armenii. Chcąc je stłumić, azerskie władze formalnie zlikwidowały Nagorno-Karabachski Obwód Autonomiczny, ustanowiły jego blokadę ekonomiczną i przeprowadziły antyormiańskie pogromy w azerskich miastach, najbardziej krwawy w Sumgaicie. 10 grudnia 1991 roku władze Górskiego Karabachu przeprowadziły referendum, w którym przygniatająca większość mieszkańców opowiedziała się za niezależnością. Azerska armia wkroczyła na teren Karabachu i przy wsparciu, w tym przy użyciu sprzętu stacjonującej na jej terenie Armii Radzieckiej zdołała - w początkowym stadium działań zbrojnych – opanować znaczną część terytorium, jednak później została wyparta przez słabo uzbrojonych powstańców ormiańskich. 12 maja 1994 roku, gdy Ormianie kontrolowali już cały okręg autonomiczny, korytarz łączący go z Republiką Armenii oraz strefę bezpieczeństwa, podpisane zostało zawieszenie broni.
Republika Górskiego Karabachu jest de facto niepodległym państwem posiadającym demokratycznie wybrany rząd, wolnorynkową gospodarkę i wszystkie niezbędne atrybuty suwerenności. Nie jest jednak uznawana przez żadne państwo na świecie, nawet przez Armenię. Republika cieszy się jednak życzliwością władz Armenii.
4 marca 2008 roku pod Mardakertem doszło do najpoważniejszej potyczki od czasu zakończenia wojny o Górski Karabach. Zginęło wówczas 12 azerskich i 8 ormiańskich żołnierzy.
Rok 2008 przyniósł jednak zmiany w podejściu dwóch zwaśnionych sąsiadów – Armenii i Azerbejdżanu. W listopadzie 2008 prezydenci Əliyev i Sarkisjan spotkali się w Moskwie z prezydentem Rosji Miedwiediewem. Zaowocowało to podpisaniem 2 listopada 2008 roku dwustronnego porozumienia z udziałem rosyjskiego prezydenta w sprawie Górskiego Karabachu. Tym samym zapoczątkowane zostały rozmowy na temat rozwiązania konfliktu trwającego od 15 lat.

## Potyczka
Starcie rozpoczęło się w pobliżu wioski Chayli w prowincji Mardakert o 23:30 18 czerwca. Według Ministerstwa Obrony Republiki Górskiego Karabachu, ormiańskie wojsko zostały zaatakowane przez grupę 20 azerskich żołnierzy. Wyniku ciężkich nocnych walk śmierć poniosło czterech żołnierzy ormiańskich. Ormiańscy żołnierze 19 czerwca zaatakowali w wiosce Fizuli, zabijając jednego wojskowego z Azerbejdżanu.
Potyczka stanowi naruszenie rozejmu z 1994 i jest najpoważniejszym incydentem od starcia z 2008 roku.

## Reakcje
Prezydent Armenii Serż Sarkisjan nazwał incydent azerską prowokacją. Prezydent Azerbejdżanu odznaczył pośmiertnie tytułem bohatera narodowego chorążego Mübariza İbrahimova, który poległ w potyczce.